# Aéroport Joya Andina
L'aéroport Joya Andina (code IATA : UYU • code OACI : SLUY) est un aéroport bolivien situé au nord-ouest d'Uyuni, dans le sud-ouest de département de Potosí. Il est à proximité du salar d'Uyuni, le plus grand désert de sel du monde. Il a été ouvert par le président Bolivien Evo Morales le 11 juillet 2011. Actuellement, l'aéroport est desservi par deux compagnies aériennes : Amaszonas et TAM – Transporte Aéreo Militar, qui offre des vols réguliers à destination et à partir de Sucre, La Paz et Rurrenabaque.
L'aéroport est équipé d'une piste en dur de 4 000 mètres de longueur et de 45 mètres de large, qui est la deuxième plus longue piste de Bolivie.

## Situation
| \| 20 km1:4 514 000 \| Camiri Chimoré Cobija Cochabamba El Trompillo Guayaramerín La Paz Oruro Potosí Puerto · Suárez Riberalta Rurrenabaque San Borja Santa Ana · del Yacuma Sucre Tarija Trinidad Uyuni Santa Cruz Yacuiba |
| 20 km1:4 514 000 |

## Compagnies et destinations
| Compagnies            | Destinations                              |
| --------------------- | ----------------------------------------- |
| Boliviana de Aviación | Cochabamba-J. Wilstermann, La Paz-El Alto |

Édité le 17/10/2017  Actualisé le 7/12/2023